# Hanța
Hanța – wieś w Rumunii, w okręgu Bacău, w gminie Podu Turcului. W 2011 roku liczyła 53 mieszkańców.